# Tom Rockmore
Tom Rockmore (* 4. März 1942 in New York City) ist ein Philosoph, der sich mit politischer Philosophie, dem deutschen Idealismus und der zeitgenössischen Kontinentaleuropäischen Philosophie befasst.

## Akademische Laufbahn
1963 wurde er Bachelor of Arts für Philosophie am Carleton College. Von 1972 bis 1973 war er Austauschstipendiat an der Freien Universität Berlin und promovierte 1974 an der Vanderbilt University. Von 1973 bis 1980 war er Assistant Professor an der Yale University, unterbrochen von Aufenthalten als Morse Fellow 1975/76 an der Universität Heidelberg und Maître de conférences associé an der Universität Nizza 1978/79. Daran anschließend war Rockmore 1980/81 Visiting Associate Professor an der Vanderbilt University, 1981/82 Humboldt-Forschungsstipendiat an der Universität Tübingen und 1982–1985 Associate Professor an der Fordham University. Es folgten Aufenthalte 1985/86 an der Université Laval in Paris und 1986/87 als Senior Research Fellow an der Wesleyan University. Von 1987 bis 2007 war er Professor an der Duquesne University in Pittsburgh. An der Universität Poitiers habilitierte er sich 1994 zum Forschungsleiter („diriger des recherches“) und hielt sich im Frühjahr 2004 an der Temple University als Distinguished Professor auf. Seit 2007 ist er Distinguished Professor am McAnulty College der Duquesne University. Im Frühling der Jahre 2007 und 2008 war er jeweils als Fulbright-Stipendiat Gastprofessor an der Universität Peking.
Rockmore ist Mitherausgeber oder Gutachter zahlreicher philosophischer Zeitschriften und Mitglied zahlreicher Wissenschaftlicher Fachgesellschaften.
Er spricht Englisch und Französisch als Muttersprachen und Deutsch, Griechisch, Lateinisch, daneben auch Russisch und Chinesisch.

## Werk
Rockmore arbeitet zur gesamten modernen Philosophie. Er erforscht insbesondere das epistemologische Vermächtnis des deutschen Idealismus sowie das Verhältnis von Philosophie und Politik. Rockmore hat sich den Philosophen des deutschen Idealismus Immanuel Kant Johann Gottlieb Fichte und Georg Wilhelm Friedrich Hegel, dem Werk von Karl Marx sowie den Philosophen des 20. Jahrhunderts Martin Heidegger, Jürgen Habermas und George Lukacs gewidmet. In letzter Zeit befasst er sich mit einer neuen Theorie, dass Wissen im Grunde („intrinsical“) historisch sei.
In seinem Buch Marx after Marxism vertritt Rockmore die Thesen eines Scheiterns des Marxismus als politischer Alternative nach dem Zerfall des sowjetischen Machtblockes 1991 sowie, beginnend mit Friedrich Engels, eines grundsätzlichen Missverständnisses von Marx durch die Marxisten.

## Publikationen

### Bücher
- Fichte, Marx and German Philosophy, Southern Illinois University Press, Carbondale 1980,
- mit T. Blakeley, J. Colbert and W. Gavin: Soviet Marxism and Alternatives, Reidel, Boston 1981
- Hegel's Circular Epistemology, Indiana University Press, Bloomington 1986
- Habermas on Historical Materialism, Bloomington and London: Indiana University Press, Bloomington und London 1989
- Irrationalism. Lukács and the Marxist View of Reason, Temple University Press, Philadelphia 1992
- Hegel. Avant et après, Éditions Criterion, Paris 1992
  - englische Ausgabe: Before and After Hegel: A Historical Introduction Berkeley 19931, mit einem neuen Vorwort: [...] A Historical Introduction to Hegel's Thought Hackett, Indianapolis 2003
  - italienische Ausgabe Rom 1996
  - rumänische Ausgabe Bukarest 1999
  - chinesische Ausgabe Peking 2005
- Hegel et la tradition philosophique allemande, Éditions Ousia, Brüssel 1994
- Heidegger and French Philosophy: Humanism, Anti-Humanism and Being, Routledge, London 1995
  - Heidegger und die französische Philosophie, übersetzt ins Deutsche von Thomas Laugstien, Zu-Klampen-Verlag, Lüneburg 2000
  - japanische Ausgabe Tokio 2006
- On Hegel's Epistemology and Contemporary Philosophy, Humanities Press International, Atlantic Highlands (New Jersey) 1996
- Cognition: An Introduction to Hegel's Phenomenology of Spirit, University of California Press, Berkeley 1997
- On Heidegger's Nazism and Philosophy, University of California Press and Harvester Wheatsheaf, Berkeley 19921, 2. Ausgabe mit einem neuen Vorwort 1997
  - japanische Ausgabe Hokkaido 1999
- Marx After Marxism: An Introduction to the Philosophy of Karl Marx, Blackwells, Oxford 2002
  - chinesische Ausgabe Peking 2008
- On Foundationalism: A Strategy for Metaphysical Realism, Rowman and Littlefield, Lanham 2004
- On Constructivist Epistemology, Rowman and Littlefield, Lanham 2005
- Hegel, Idealism and Analytic Philosophy, Yale University Press, New Haven 2005
- In Kant's Wake: Philosophy in the Twentieth Century, Blackwell Publishing Company, Oxford 2006
- Kant and Idealism, Yale University Press, New Haven 2007

### Herausgabe
- Lukács Today, mit einer Einleitung, Reidel, Boston and Dordrecht 1988
- mit Joseph Margolis: Victor Farias, Heidegger and Nazism, Temple University Press, Philadelphia and London 1989
- mit Joseph Margolis: The Heidegger Case: On Philosophy and Politics, Temple University Press, Philadelphia 1992
- mit Beth Singer: Antifoundationalism Old and New, Temple University Press, Philadelphia 1992
- mit Daniel Breazeale: New Perspectives on Fichte, Humanities Press, Atlantic Highlands, New Jersey 1996
- Hegel's Lectures on the History of Philosophy, mit einer Einleitung, Humanities Press, Atlantic Highlands, New Jersey 1996
- mit Vladimir Zeman: Transcendental Philosophy and Everyday Life, mit einer Einleitung, Humanities Press, Atlantic Highlands, New Jersey 1997
- En Hommage à Mikel Dufrenne, in: Bulletin de la Société Américaine de Philosophie de Langue Française Band XI, Nr. 1, Frühjahr 1999
- Metaphysics. Proceedings of the World Congress of Philosophy, Band 2, Philosophy Documentation Center, Bowling Green 1999
- Heidegger, German Idealism and Neo-Kantianism, Humanity Books, Amherst 2000
- mit Joseph Margolis: The Philosophy of Interpretation, in: Metaphilosophy, Band 31, Nr. 1/2, Januar 2000
  - auch als: Interpretation in Art, Literature and Science, Cambridge: Blackwell Publishers, Cambridge 2000
- New Essays on Kant's Pre-Critical Writings, Humanity Books, 2001
- mit Daniel Breazeale: New Essays in Fichte's Foundation of the Entire Doctrine of Scientific Knowledge, Humanity Books, Amherst 2001
- mit Daniel Breazeale: New Essays on Fichte's Later Wissenschaftslehre, Northwestern University Press, Evanston 2002
- mit Joseph Margolis: Sept. 11, 2001 and Its Consequences, in: Metaphilosophy, Band 35, Nr. 3, April 2004
- mit Joseph Margolis und Armen Marsobian: The Philosophical Challenges of September 11, Blackwell, Oxford 2005
- mit Catalin Partenie: Heidegger and Plato: Toward Dialogue, Northwestern University Press, Evanston 2005
- mit Daniel Breazeale: Rights, Bodies and Recognition. New Essays on Fichte's Foundations of Natural Right, Ashgate, Hampshire 2006
- mit Joseph Margolis: History, Historicity and Science, Hampshire: Ashgate, Hampshire 2006
- mit Daniel Breazeale: After Jena: New Essays on the Later Fichte, Northwestern University Press, Evanston 2008
- mit Daniel Breazeale und Elizabeth Millan-Zaibert: Philosophy Today, Band 52, Nr. 3–4, Herbst-Winter 2008